# Grande Plana Verde
Grande Plana Verde es el nombre de una variedad cultivar de manzano (Malus domestica). Esta manzana es originaria de Galicia, está cultivada en la colección de árboles frutales y banco de germoplasma de Mabegondo con el Nº 24; ejemplares procedentes de esquejes localizados en Crendes (La Coruña).

## Sinónimos
- "Manzana Grande Plana Verde",[5][6]
- "Maceira Grande Plana Verde".

## Características
El manzano de la variedad 'Grande Plana Verde' tiene un vigor elevado. Tamaño grande y porte erguido.
Época de inicio de brotación a partir del 2 de abril y de floración a partir de 28 de abril.
Las hojas tienen una longitud del limbo de tamaño medio, con la máxima anchura del limbo media. Longitud de las estípulas corta y la máxima anchura de las estípulas es desconocido. Denticulación del borde del limbo es serrado, con la forma del ápice del limbo acuminado y la forma de la base del limbo es obtuso. Con subestípulas presentes.
Sus flores tienen una longitud de los pétalos media, anchura de los pétalos es media, disposición de los pétalos en contacto entre sí, con una longitud del pedúnculo larga.
La variedad de manzana 'Grande Plana Verde' tiene un fruto de tamaño medio, de forma plana-globosa, de color bicolor, con chapa lavada, e intensidad media. Epidermis de textura desigual con pruina en su superficie, y con presencia de cera débil. Sensibilidad al "russeting" (pardeamiento áspero superficial que presentan algunas variedades)  medianamente sensible. Con lenticelas de tamaño mediano.
Los sépalos están dispuestos de forma erecta, variable en su base; fosa calicina poco profunda de una anchura media. Pedúnculo de grosor grueso y de longitud corto, siendo la cavidad peduncular poco profunda y de anchura media. Con pulpa de color blanca, de firmeza es intermedia y textura intermedia; su jugosidad es intermedia con sabor de acidez baja dulce, y aromática anisada.
Época de maduración y recolección a partir del 5 de octubre. 'Grande Plana Verde' es una manzana que se utiliza como fruta de mesa.

## Susceptibilidades
- Oidio: ataque fuerte
- Moteado: no presenta
- Raíces aéreas: no presenta
- Momificado: ataque débil
- Pulgón lanígero: no presenta
- Pulgón verde: ataque medio
- Araña roja: no presenta
- Chancro del manzano: no presenta[4]